# Riëtte Fledderus
Emmy Henriëtte (Riëtte) Fledderus  (Meppel, 8 oktober 1977) is een Nederlands volleybalspeelster.
Fledderus nam viermaal deel aan het Europees kampioenschap volleybal dat Nederland in 1995 won. Ook nam ze deel aan twee wereldkampioenschappen en aan de Olympische Zomerspelen 1996 waar Nederland als vijfde eindigde. In 2007 won Fledderus met het Nederlands team de FIVB World Grand Prix.

## Clubs
| naam            | land | periode            |
| --------------- | ---- | ------------------ |
| DOK (Dwingeloo) | NED  | 1988-1992 en jeugd |
| Sudosa (Assen)  | NED  | 1992-1995          |
| Sneek           | NED  | 1995-1996          |
| VVC             | NED  | 1996-1997          |
| Latus Pordenone | ITA  | 1998-1999          |
| Napels          | ITA  | 1999-2000          |
| Jesi            | ITA  | 2000-2002          |
| Las Palmas      | ESP  | 2002               |
| Ravenna         | ITA  | 2003               |
| Reggio Emelia   | ITA  | 2004               |
| Tortoli         | ITA  | 2005               |
| Martinus        | NED  | 2005-2008          |
| DOK             | NED  | 2008-              |

Cintha Boersma · Erna Brinkman · Riëtte Fledderus · Jerine Fleurke · Marjolein de Jong · Saskia Kooijmans-van Hintum · Marrit Leenstra · Elles Leferink · Irena Machovcak · Claudia van Thiel · Ingrid Visser · Henriëtte Weersing
Erna Brinkman · Marjolein de Jong · Jolanda Elshof · Riëtte Fledderus · Jerine Fleurke · Petra Groenland · Marrit Leenstra · Elles Leferink · Irena Machovcak · Ingrid Visser · Henriëtte Weersing · Bert Goedkoop (coach)